# كريستوفر بي. هيغينز
كريستوفر بي. هيغينز هو سياسي أمريكي، ولد في 16 مارس 1830 في جزيرة أيرلندا في المملكة المتحدة، وتوفي في 14 أكتوبر 1889 في ميسولا في الولايات المتحدة.